# REBEL MOON: パート1 炎の子
『REBEL MOON: パート1 炎の子』（原題：Rebel Moon: Part One – A Child of Fire）は、アメリカ合衆国で製作されたスペースオペラ叙事詩的映画である。二部に別れて公開され、パート1である本作は2023年12月22日に、パート2である『REBEL MOON: パート2 傷跡を刻む者』は2024年4月19日にそれぞれNetflixにより全世界で配信開始。両作とも、Netflixでの公開の一週間前に限定的に劇場公開もされている。監督はザック・スナイダー、主演はソフィア・ブテラである。
2024年8月2日には両作のディレクターズカットが公開予定である。

## ストーリー
征服と戦争により宇宙の広大な領域レルムを支配する帝国マザーワールドは、王と女王が暗殺された後に摂政バリサリウスにより統治される。マザーワールドの軍隊インペリウムのアティカス・ノーブル提督は反乱者の姉弟デヴラ・ブラッドアックスおよびダリアン・ブラッドアックスを捜索する途中、衛星ヴェルトで食料を求める。村長のシンドリは断るも、監督者のガンナーは多少の余裕はあると答える。ノーブルはシンドリを殺し、10週間後に、村が飢えるほどの量の食料を取りに戻ると宣言し、部隊を残して去る。兵が村娘を犯そうとしたために、コラは立ち向かって兵のほとんどを殺し、インペリウムのメカニカル・ナイトであるジミーが裏切ってコラを助ける。コラはインペリウムが村人を皆殺しにすると恐れ、反逆するための味方を求めてガンナーと共に村を旅立つ。
旅の途中、コラはバリサリウスが皆殺しにした星で自分だけを助命して養女とし、インペリウムに入れ、マザーワールドに忠実な士官となるも、王女イサ姫を暗殺から守れなかったことをガンナーに語る。プロヴィデンスに着いた二人はタイタス将軍を探し、パイロットのカイを雇ってヴェルトを旅立つ。途中で動物話者のタラクと女性剣士のネメシスを加える。飲んだくれの剣闘士となっているタイタスを説得して味方とする。ブラッドアックス姉弟のいる星に着き、二人を味方にして旅立つ。直後にノーブルが到着して星の人々を皆殺しにする。
カイは裏切り、立ち寄った惑星で仲間を拘束してノーブルに引き渡す。ガンナーがカイを殺してコラを自由にする。他の仲間も自由になって戦いが始まり、ダリアンとノーブルは死ぬ。生き残った仲間たちはヴェルトの村に行き、それをジミーが見守る。
ノーブルの死体はマザーワールドの船に回収されて復活させられる。バリサリウスはノーブルに、コラを捕えて他の反逆者を皆殺しにするよう命じる。

## キャスト
- コラ (アースレイアス、"傷跡を刻む者"スカーギヴァー)
  - 演 - ソフィア・ブテラ、日本語吹替 - 沢城みゆき[6]
  - マザーワールドに背き、戦う仲間を集めるインペリウムの元士官。
- タイタス将軍
  - 演 - ジャイモン・フンスー、日本語吹替 - 立木文彦[6]
  - コラにスカウトされるインペリウムの元将軍。
- カイ
  - 演 - チャーリー・ハナム、日本語吹替 - 杉田智和[6]
  - コラにスカウトされる密輸業者。
- ガンナー
  - 演 - ミキール・ハースマン、日本語吹替 - 小林親弘[6]
  - 戦いに加わる農家の監督者でコラの友人。
- タラク
  - 演 - スタズ・ネアー、日本語吹替 - 武内駿輔[6]
  - コラにスカウトされる、動物と話して絆を結ぶ能力を持つ鍛冶屋。
- ネメシス
  - 演 - ペ・ドゥナ、日本語吹替 - 竹内絢子[6]
  - コラにスカウトされるサイボーグ剣士。
- ダリアン・ブラッドアックス
  - 演 - レイ・フィッシャー、日本語吹替 - 諏訪部順一[6]
  - コラにスカウトされる戦士。
- デヴラ・ブラッドアックス
  - 演 - クレオパトラ・コールマン
  - コラにスカウトされる戦士でダリアンの姉。
- ハルマーダ
  - 演 - ジェナ・マローン、日本語吹替 - 東内マリ子
  - ネメシスと戦う蜘蛛型のヒューマノイド。
- ミリウス
  - 演 - E・ダッフィー
  - デヴラの部下の戦士。
- ジミー
  - 声 - アンソニー・ホプキンス、日本語吹替 - 池水通洋[6]
  - コラにスカウトされる、かつて王に仕えたロボットの戦士「メカニカル・ナイト」の最後のメンバー。
- シンドリ
  - 演 - コリー・ストール、日本語吹替 - 松田健一郎
  - コラの隠れ住む村の村長。
- アティカス・ノーブル提督
  - 演 - エド・スクライン、日本語吹替 - 神谷浩史[7]
  - バリサリウスの右腕で、インペリウムの指揮官。
- カシウス
  - 演 - アルフォンソ・ヘレラ 、日本語吹替 - 石黒史剛
  - ノーブルの部下
- 摂政バリサリウス
  - 演 - フラ・フィー、日本語吹替 - 土田大
  - 王と女王が暗殺された後の、マザーワールドの実際の統治者。
- ラフマン
  - 演 - 不明、日本語吹替 - 一ノ瀬ワタル[8]
- 王
  - 演 - ケイリー・エルウィス
  - 暗殺されたマザーワールドの統治者。
- 女王
  - 演 - リアン・リース
  - ともに暗殺された王の配偶者。
- イサ姫
  - 演 - Stella Grace Fitzgerald
  - コラがかつて護衛したマザーワールドの王女。
- ヘーゲン
  - 演 - Ingvar Sigurdsson
  - 衛星ヴェルトの農家でコラの友人
- デン
  - 演 - スチュアート・マーティン（英語版）、日本語吹替 - 佐々木啓夫
  - 衛星ヴェルトの農家
- ヒックマン
  - 演 - レイ・ポーター（英語版）
  - タラクが負債を負う農家。

## ディレクターズカット版
2024年8月2日より、『REBEL MOON - パート1：ディレクターズ・カット』(Chapter One: Chalice of Blood)がNetflixにて配信が開始された。オリジナル版より約1時間ほど長いR指定版として公開。